# F-ZERO
『F-ZERO』（エフゼロ）は、1990年11月21日に任天堂が発売したスーパーファミコン用レースゲーム。F-ZEROシリーズの第一作目。アメリカでは1991年8月15日、ヨーロッパでは1992年6月4日に発売された。

## 概要
26世紀の未来を舞台にしたレースゲームで、『スーパーマリオワールド』と並ぶスーパーファミコンのローンチタイトルの1つ。これまでの家庭用ゲーム機にはなかった同機の回転・拡大・縮小表示機能を全面的に活用することにより、従来のラスタースクロールによる表現では不可能だった微妙なライン取りやショートカット、逆走など、戦略性と自由度の高いレースを実現した。発売前、同様の表現を行うゲームはゲームセンターにも存在しなかったため、任天堂の一次問屋が中心になって組織された団体「初心会」の展示会ではポリゴンと間違われることもあった。様々なテクニックを駆使してコンマ01秒のタイム向上を図るタイムアタックの概念を定着させたゲームとされ、各ゲーム誌で特集された。タイトルの「F-ZERO」は、F1の未来の姿をイメージしたものである。
バーチャルコンソールは2006年12月2日よりWii向けに、2013年4月27日よりWii U向けに、2016年3月4日よりNewニンテンドー3DS向けに配信が開始された。また、2017年10月5日に発売されたスーパーファミコンの復刻版『ニンテンドークラシックミニ スーパーファミコン』、2019年9月6日配信開始の『スーパーファミコン Nintendo Switch Online』（Nintendo Switchのオンラインサービス特典ソフト）に本作が収録されている。

## ゲーム内容
選択できるマシンとキャラクターは以下の4種類で、マシンによって加速や最高速、強度などパラメータが異なる。各マシンの性能やキャラクター詳細についてはF-ZEROの登場人物#初代より登場を参照。
- キャプテン・ファルコン　/　ブルーファルコン
- ドクター・スチュワート　/　ゴールデンフォックス
- ピコ　/　ワイルドグース
- サムライ・ゴロー　/　ファイアスティングレイ

なお、コース上はそれ以外に色違いのアザーカーが複数登場する。点滅しているアザーカーも存在し、接触すると爆発しダメージを受ける。
レースでは上記メインマシンを含め20台以上で行われる。
ゲームモードはグランプリ（5コースを走行し他マシンと順位を競う）とプラクティス（1つのコースを自マシン単独で走行する）の2つ。プラクティスでは全15コースの内、7コースを走行できる。難易度設定は、BEGINNER・STANDARD・EXPERTの三段階だが、条件を満たせばMASTERが追加される。
グランプリ
1リーグ5コースで各5周回のレース。リーグごとに規定のコースが用意されている。リーグとは別に、難易度に当たるクラスを設定可能。
グランプリでは順位に対するセーフラインが設定されており、1周目は15位以内、2周目は10位以内、3周目は7位以内、4周目は5位以内、5周目は3位以内でゴールラインを通過できなければゴールライン通過時点で失格（リタイア）となる。また、競技中に20位以下になると、その場で即座に失格となる。
規定順位に満たなかった場合や、コースアウト、クラッシュ時はスペアマシン（初期状態で2台、前述の条件で増加）を1台消費してリトライできる。スペアマシンが無い状態でリタイアとなった場合は、ゲームオーバーとなる。
プラクティス
練習用およびタイムアタック用のモード。グランプリと違い選択可能なコースが一部のみなっている。
プラクティスでは、9分59秒99以内にゴールしないと、タイムアップとなって即座にリタイアとなる。
ゲームシステムは以下が存在。
操作体系
左右へのハンドル操作、スロットル（アクセル）、ブレーキの他、重心移動（左右への水平移動）、スーパージェット（後述）、上下入力でのジャンプ飛距離調整が可能。
コーナリングのテクニックとしてアクセルオフ、もしくはアクセル連打でのターン。重心移動を併用したコーナリングが存在する。
スーパージェット（ターボ）
2周目以降は、約4秒間高速移動できるスーパージェット（S-JET）を使うことができる。S-JETは周回毎に1回分チャージされ、3回分までストックできる。
スペアマシン
いわゆるグランプリ中の残機。規定順位以内でゴールラインを通過するたびにポイントが加算され、累計値が規定値(10000)に達するごとにスペアマシンが1台追加される。
パワーメーター
他のマシンやガードビームに接触したり、ダメージゾーンを通過するとパワーメーター（マシンの耐久値）が減る。0になるとクラッシュ（爆発）し、リタイアとなる。
パワーメーターが1/4以下になると、警告音が鳴ると共にスピードが落ちる。
パワーメーターはコース上にあるピットエリアを通過することで回復できる。
コース上の仕掛け
ダッシュプレート
ジャンププレート
通過することで加速しながらジャンプする。高度はプレート通過時の速度に応じて変化する。ジャンププレートでジャンプした際にコース外に落下した場合はクラッシュし、即座にリタイアとなる。
着地時にうまく下入力を行うことで衝撃を抑え、加速につなげることが可能。
ジャンププレートを使用して走行距離を稼ぐショートカットはある程度までは認められているが、あまりにも過剰なもの（悪質ショートカット）は反則と判定され、コース上の規定の場所まで強制的に移動させられる場合がある。
ダートゾーン・スリップゾーン
マグネット
地雷
ガードビーム
基本的にコースのレーン端の手前に設置されており、接触するとダメージを受ける。また、レーン端に勢い良くぶつかると弾かれ、マシンのコントロールが一時的に困難となる。
一部レーン端に置かれていないガードビームも存在しており、こちらは通過時にダメージを受ける代わりにショートカットすることができる。

## コース一覧
※はプラクティスで走行できるコース。
KNIGHT LEAGUE
1. MUTE CITY I ※
バランスの取れたレイアウトのコース。バックストレートにジャンププレートが敷かれている。最終ヘアピンコーナーが難所。『大乱闘スマッシュブラザーズ for Nintendo 3DS』で隠し対戦ステージ、大乱闘スマッシュブラザーズ SPECIALで「ミュートシティ SFC」として対戦ステージが登場する。大乱闘スマッシュブラザーズ SPECIALでは8人対戦が可能となり、BGMも今作の他のステージ曲と共に原曲が収録されている。
2. BIG BLUE ※
見渡す限りの海が美しいコース。コース上に模様が描かれている場所がある。最終コーナーにはスリップゾーンが登場する。
3. SAND OCEAN ※
タイトな複合コーナーが連続するテクニカルコース。道幅が狭い上ヘアピンコーナーも存在し、難易度は高め。
4. DEATH WIND I ※
非常に単純なオーバルコースだが、常に風が吹いているためマシンが一定方向に流されるうえ、道幅も狭いためガードビームや敵車に激突しやすい危険なコースである。なお、S-JET、ダッシュプレートの効果中やバックストレートエンドを埋めているピットエリアでは強風の影響を受けることはない。マシンの最高速度の差が顕著に影響するコースで、特にマスタークラスをゴールデンフォックスで挑戦すると、クリアが困難になる。
5. SILENCE ※
ほぼ全てのカーブが直角コーナーで構成された、ナイトリーグ最終コース。複合クランクをいかにクリアするか、ライン取りが非常に重要となる。分岐に地雷が登場する。ホームストレートなどで、プレイできない謎のコース（形状はSAND OCEANと同一）が見渡せるが、データ上では2つのコースが近接して描かれているためである（逆に、SAND OCEANからは本コースと同じ形状のコースが見渡せる）。
QUEEN LEAGUE
1. MUTE CITY II
夕暮れのミュートシティが舞台。バックストレートにロータリーが追加されたほか、ジャンププレートも増えている。
2. PORT TOWN I
強制減速ゾーン、連続S字コーナー、横方向強制マグネットなど様々なトラップが配置されたテクニカルコース。コース長は短いが難易度は高め。最初のジャンププレートは、悪質ショートカットでのタイム短縮が可能な唯一の場所でもある。
3. RED CANYON I
荒涼の大地が舞台。連続ジャンプ地帯が存在する。コース長が短いうえ全体的にスピードを出しやすく、これといった難所は無いため難易度は比較的低い。
4. WHITE LAND I ※
地表が水晶で覆われた惑星に設置されたコース。スリップゾーンが非常に多く、慎重な操作が要求される。中盤の連続ジャンプ地域には下方向強制マグネットが設置され、ダメージを受けやすくバランスを崩せばコースアウトの危険性もある。
5. WHITE LAND II
WHITE LAND I と同じ惑星が舞台。途中に非常にタイトなシケインが存在する。終盤の大ジャンプは、十字キー下を押しながら飛距離を伸ばさなければ届かない。BGMがWHITE LAND I のアレンジ調となっている。大ジャンプ直後のカーブはWHITE LAND I のヘアピンコーナーと近接しており、上手く連続ジャンプすれば侵入することが可能だが、侵入した場合は即座に連れ戻される。
KING LEAGUE
1. MUTE CITY III
夜のミュートシティが舞台となる。コース両端にシケインの障害物が現れたり地雷地帯が新たに設置されたりと、これまでのミュートシティサーキットとは一線を画した難易度を誇る。
2. DEATH WIND II
単純なレイアウトのDEATH WIND I から分岐し、複合コーナーなどが追加されたコース。ダッシュプレートが多く設置されているが、強風と敵車に煽られて、一瞬のミスが大クラッシュに繋がりかねない。高度なテクニックが要求される、非常に危険なコースである。
3. PORT TOWN II ※
PORT TOWN I から分岐するテクニカルコース。I の要素はすべて引き継がれ、終盤の複合コーナー、非常に細い最終コーナーが難易度に拍車をかける。オーバーテイクの難しい高難度のコースといえる。
4. RED CANYON II
コース長は長く、複合コーナーや地雷も存在するため難易度は低くはないが、スピードに乗りやすいためハイスピードコースといえる。中盤にS-JETとハイジャンプで利用できるショートカットがある。即座に連れ戻されるが、連続ジャンプ地帯から I のコースへ侵入することも可能。
5. FIRE FIELD
総合的なテクニックが要求される本作最難関のコース。あらゆる仕掛け・トラップが設置され、連続ヘアピン、S字複合コーナー、タイトシケインが行く手を阻む。ピットエリアは最終コーナーの遠回り側の分岐にしか存在しない上に非常に短いので、パワーゲージにも注意を払わなくてはならない。

## 移植版
| No. | タイトル                                      | 発売日                                     | 対応機種           | 開発元             | 発売元 | メディア                                      | 備考 |
| --- | --------------------------------------------- | ------------------------------------------ | ------------------ | ------------------ | ------ | --------------------------------------------- | ---- |
| 1   | F-ZERO                                        | 1997年9月30日                              | スーパーファミコン | 任天堂情報開発本部 | 任天堂 | フラッシュロムカセット （ニンテンドウパワー） |      |
| 2   | F-ZERO                                        | 2006年11月19日 2006年12月2日 2006年12月8日 | Wii                | 任天堂情報開発本部 | 任天堂 | ダウンロード （バーチャルコンソール）         |      |
| 3   | F-ZERO                                        | 2013年4月27日                              | Wii U              | 任天堂情報開発本部 | 任天堂 | ダウンロード （バーチャルコンソール）         |      |
| 4   | F-ZERO                                        | 2016年3月4日                               | Newニンテンドー3DS | 任天堂情報開発本部 | 任天堂 | ダウンロード （バーチャルコンソール）         |      |
| 5   | ニンテンドークラシックミニ スーパーファミコン | 2017年9月29日 2017年10月5日                | -                  | 任天堂             | 任天堂 | 内蔵ソフト                                    |      |
| 6   | スーパーファミコン Nintendo Classics          | 2019年9月6日                               | Nintendo Switch    | 任天堂             | 任天堂 | ダウンロード                                  |      |

## 開発

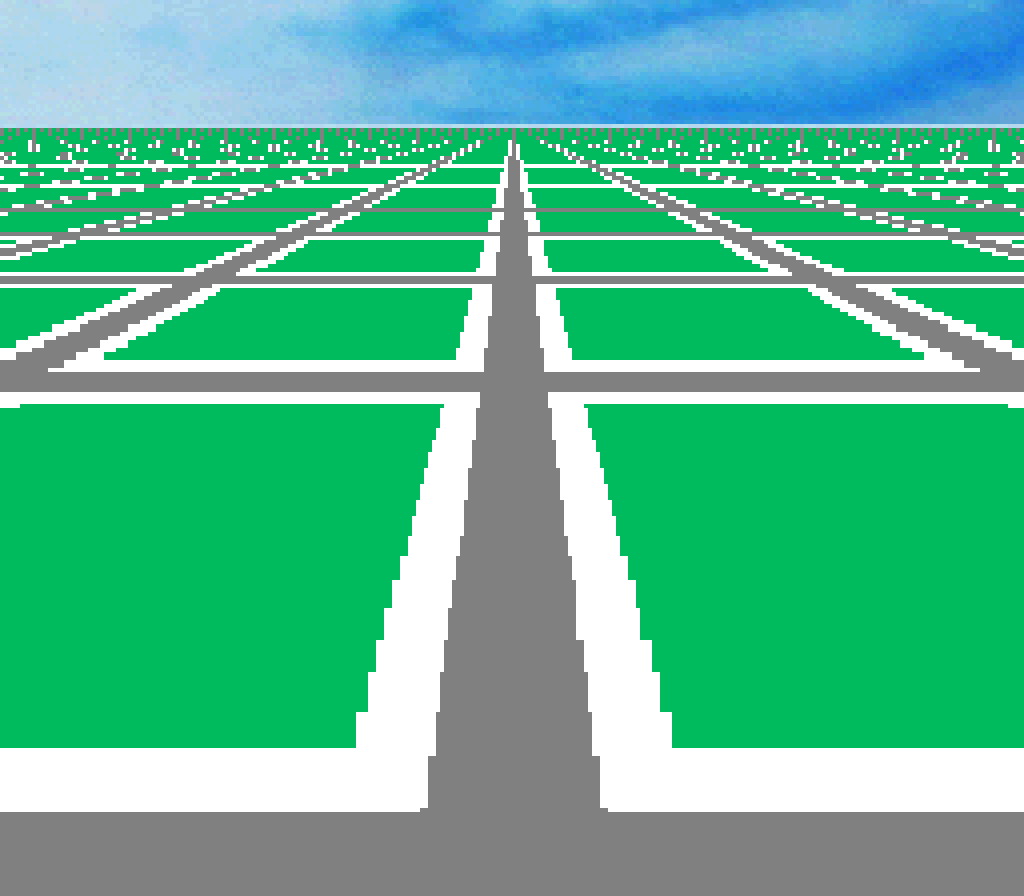
モード7によるデモ

本作の誕生のきっかけは、清水一伸が『ファミコングランプリ F1レース』の次回作をNintendo of America(以下：NOA)に持ち込んだ際、相手から酷評されたことである。清水は2017年のインタビューの中で、相手から「これはレースゲームじゃない、レーシングカーはもっとかっこいい。」と否定された上に売れないと断言までされて頭に来たと話しており、そこまで言うならそうしてやろうと思ったと振り返っている。清水が渡米した当時、映画『バットマン』（1989年公開）が人気を集めており、清水は研究に乗り出した。一方、任天堂では若いプログラマたちにスーパーファミコンの機能を用いた実験をさせており、そのうちの一人である今村孝矢は背景を拡大・縮小・回転させる機能「モード7」を用いたレースゲームを研究していた。この時今村は画面下部の5分の4を回転させ、残り5分の1を遠景として表示する実験を行っており、それを見た清水はこれでレースゲームを作ろうとひらめいた。
デモの段階では、ホットウィールのようにタイヤの大きな車が走る内容だったが、当時は角度別の車体のドット絵が必要だったため、もしタイヤを動かしたい場合は、ドット絵の枚数が増えてしまうという問題があった。清水のうちには『バットマン』の近未来の世界が念頭にあったため、タイヤではなく宙に浮いて走る車を作ろうと思い立った。近未来の世界観を採用したもう一つの理由は、建物を立体として描けなかったことであり、「コースも宙に浮かせて画面下部に街があるように見立てれば建物の影を描く必要がない」と清水は考えていた。加えて、コースのカーブも様々な角度のものを用意する必要があったため、パーツ節約の観点から道端に丸いものを並べた「ガードビーム」が誕生した。
開発途中まではコースアウトしないように「見えない壁」が用意されていたが、物足りなさの原因になるということで取り払われた。これにより、ジャンプ台やショートカットが用意された。
メインプログラマーに採用された西田泰也は、『ファミコングランプリ F1レース』と同じくスタート前にアクセルボタンを押すとタイヤが空回りするペナルティを取り入れるよう指示を受けるが、タイヤの空回りではなくエンジンがオーバーヒートで爆発した後出力が大幅に下がるようにした。その結果、後続車に押されることでトップに躍り出る「ロケットスタート」という攻略法が誕生した。これを見た清水は逆に楽しんでもらえると感じ、そのまま取り入れた。

### 音楽
作曲は神吉由美子と石田尚人によるものであり、当作品で使用されている数々の曲は、『F-ZERO X』などの続編や『大乱闘スマッシュブラザーズシリーズ』等でアレンジされている。

### スタッフ
- エグゼクティブ・プロデューサー：山内溥
- プロデューサー：宮本茂
- ディレクター、ゲーム・デザイナー：清水一伸[1]
- メインプログラマー：西田泰也[1]
- デザイナー：今村孝矢[1]
- 音楽：神吉由美子、石田尚人
- 兼岡行男
- 木村雅人
- 山城重喜
- 有本正直
- 森直樹

## 反響
発売前の反響
スーパーファミコン発売に先駆けて本作が初心会にてプレイアブル出展された際、大行列ができたことに加え、来場者の中にはポリゴンを採用していると勘違いする者も出てきた。
発売後の反響
清水たちの読み通り本作はヒットした一方、タイムアタック目的でミュートシティばかりが選ばれており、清水は「本当はいろんなコースを走ってほしかったんですけどね（笑）。」と2017年のインタビューの中で振り返っている。

## 評価
- ゲーム誌『ファミコン通信』の「クロスレビュー」では、10・8・9・10の合計37点（満40点）でプラチナ殿堂入りを獲得[10]、レビュアーの意見としては「道幅をぎりぎりに使うダイナミックなドライブ感覚は、過去のどのゲームでも得られなかったもの」、「車によって性能がちがうので多少の変化は味わえるが、全体的に単調な印象はぬぐえない」、「迫ってくる背景も迫力満点だし、臨場感もたっぷり」、「新しい画面処理などによりレースゲームの新境地を開いた秀作」などと評されている[19]。

- ゲーム誌『ファミリーコンピュータMagazine』の読者投票による「ゲーム通信簿」での評価は以下の通り23.37点（満30点）となっている[2]。この得点はスーパーファミコン全ソフトの中で32位（323本中、1993年時点）となっている[2]。その他、『SUPER FAMICOM Magazine』1993年8月情報号特別付録の「スーパーファミコンオールカタログ'93」巻末に収録されている「部門別ベスト30」では、総合32位、音楽・効果音18位、熱中度29位、オリジナリティ23位を獲得している[18]。

| 項目 | キャラクタ | 音楽 | 操作性 | 熱中度 | お買得度 | オリジナリティ | 総合  |
| 得点 | 3.63       | 4.05 | 3.88   | 4.13   | 3.68     | 4.00           | 23.37 |

## 本作を基にしたシリーズ作品
本作のシステムを基にしたシリーズ作品に『BS F-ZERO GRAND PRIX 2』と『F-ZERO 99』がある。それ以外のシリーズ作品はF-ZEROシリーズを参照。

### BS F-ZERO GRAND PRIX 2
サテラビューで期間限定配信されていたF-ZERO第2弾で、初代に比べ難易度は高い傾向にある。リーグはACE LEAGUE 1つのみとなる。なお、マシンは名称・デザイン・性能も初代と異なっている。
ルールは初代と同じ。
マシンは以下のものが登場する。初代よりもアップグレードされたマシンデザインとなっており、各性能も大幅に向上しているため、操作難度も上昇している。
- ブルーサンダー
- ルナボンバー
- グリーンアマゾン
- ファイアスコーピオン

#### コース一覧
ACE LEAGUE
1. MUTE CITY IV
夜明けのミュートシティが舞台となるコース。中盤から終盤にかけて巨大なダッシュプレートが連続し、バックストレートからジャンププレートで一旦飛び出してコースアウトする場面がある。
2. BIG BLUE II
BIG BLUEから大幅にアレンジされたテクニカルコース。スリップゾーンが複合コーナーに設置され、全体的に難易度が上がった。途中、1の形をしたジャンププレートがある。
3. SAND STORM I
小さなレイアウトとは裏腹に、クランクやS字コーナーが密集する難関コース。中盤の地雷・ダメージゾーンが難所。BGMはSAND OCEANではなく、FIRE FIELDの曲が使われている。
4. SILENCE II
クランクなどのSILENCEの面影を残すものの、ガードビームの代わりにジャンププレートが設置されている地域があり、ショートカットを積極的に行うことができる。SILENCEに存在した序盤の分岐は無くなり、大量の地雷が設置された一本道になっている。
5. SAND STORM II
ACE LEAGUE最終コース。FIRE FIELDからDEATH WINDへBGMが変更され、緊張感を演出している。一定方向に強風が吹き、またテクニカルなレイアウトのため攻略は難しい。S-JETの使い所が難しいコースである。

### F-ZERO 99
Nintendo Switch Online加入者向けソフトとして2023年9月15日にNintendo Switchで配信が開始された『F-ZERO 99』は本作をベースとしており、「30年以上の時を経てF-ZEROがバトルロイヤルになって蘇る」と宣伝された。あくまでベースであり、コース幅が広く本作とは大きく異なるルールが追加されていたが、のちのアップデートでは本作と同コース幅ならびに同ルールを再現した上でのオンライン対戦モード「クラシックレース」も実装された。

## 関連商品

### 小説
尾崎克之
F‐Zero…そしてスピードの神へ（双葉社ファンタジーノベルシリーズ）
1992年1月初版発行 ISBN 4-575-23098-7